# Ford Bantam
Ford Bantam — ют, продаваемый компанией Форд в Южной Африке. За основу была взята модель Ford Fiesta. Ford Bantam первого поколения начал выпускаться в 1983 году, будучи основан на Ford Escort Mk III. Bantam 2, пришедший ему на смену, уже был связан с моделями Mazda 323, 5-го поколения Ford Laser, и был известен ещё как Mazda Rustler.
Bantam 3 был запущен на конвейер в 2002 году, используя передок от Ford Fiesta V Mark (кодовое имя BE91), но всё ещё оставаясь на той же задней подвеске и кузовом от Bantam 1. Выпускался на заводе в Претории.
Используемые двигатели: 1,3-литровые 8V и 1,6-литровые 8V SOHC Rocam бензиновые двигатели, а также 1,8-литровый дизельный.
Bantam 3 имеет такой же перёд как и бразильский Ford Courier, с отличающимися кузовами. В 2006, из линейки вышли дизельные двигатели.
Автомобиль успешно продавался, как компактный грузовичок, вполне оставаясь удобным повседневным автомобилем.